# Вильгельм Телль (пьеса)
«Вильге́льм Телль» (нем. «Wilhelm Tell») — пьеса немецкого поэта, философа и драматурга Фридриха Шиллера, драматическое представление в пяти действиях, написанное в 1803—1804 годах и поставленное на сцене впервые в марте 1804 года в немецком Веймаре. Последнее законченное произведение Шиллера. Повествует о легендарном народном герое Швейцарии конца XIII — начала XIV веков Вильгельме Телле, — искусном лучнике, борце за независимость своей страны от империи Габсбургов (Австрии и Священной Римской империи). Историческим фоном для пьесы было восхождение Наполеона к власти и начало в Европе наполеоновских войн. Лейтмотивы пьесы — свободолюбие, патриотическое воодушевление и народная борьба с чужеземным тираном.
Французский перевод сочинения лёг в основу одноимённой оперы итальянского композитора Джоакино Россини (1829).

## Основные даты
- 1803 — сбор автором для пьесы материала по истории и природе Швейцарии, быту и нравам её населения, народным песням и сказаниям. 25 августа — Шиллер приступил к сочинительству.
- 1804 — 18 февраля Шиллер записал в своём дневнике: «Окончил Телля». Март — первые постановки почти одновременно в Веймаре и в Берлине, где успех превзошёл все ожидания. Последствием было предложение Шиллеру переселиться в Берлин, чему не суждено было осуществиться из-за смерти автора (9 мая 1805)[1].
- 1829 — первый русский перевод — А. Г. Ротчева.
- 1941 год — постановка «Вильгельма Телля», как и шиллеровского «Дона Карлоса», была запрещена в Германии по приказу Гитлера.

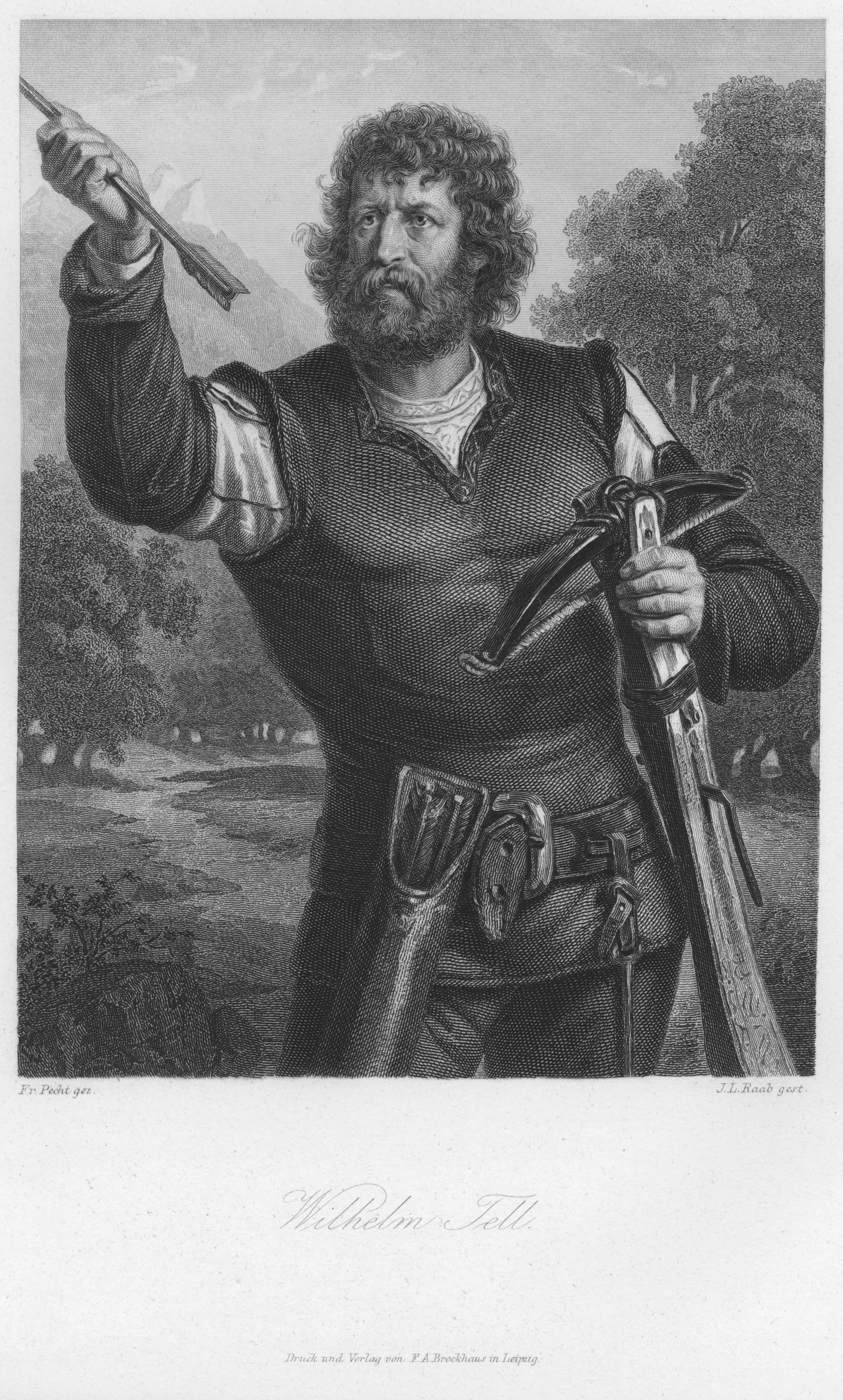
Вильгельм Телль; гравюра Иоганна Рааба по рисунку Фридриха Пехта; ок. 1859

## Содержание

### Главные персонажи
- Поселяне: Вильгельм Телль; Конрад Баумгартен; Вернер Штауффахер; Вальтер Фюрст (тесть В. Телля); Арнольд Мельхталь.
- Герман Геслер — имперский наместник, один из представителей австрийской власти в швейцарских кантонах.
- Вернер фон Аттингаузен — местный феодал, барон.
- Ульрих фон Руденц — его племянник.
- Берта фон Брунек — богатая наследница, невеста фон Руденца.

### Краткое содержание
Вильгельм Телль приходит на помощь Баумгартену, которого преследуют солдаты австрийского губернатора. Телль помогает ему — в бурю с риском для жизни — переправиться через озеро. В другом кантоне крестьянину Штауффахеру грозит потеря жилья и хозяйства: на его достаток позарился наместник края. По совету жены Штауффахер отправляется в Ури на поиски людей, также недовольных властью чужеземцев-фохтов. В Ури нашёл убежище также Арнольд Мельхталь, превратившийся в преступника при попытке воспрепятствовать грабежу в собственном дворе; однако был жестоко наказан его отец. Вырабатывается совместный план, который должен привести к общей клятве крестьян трёх кантонов (Швица, Унтервальдена и Ури) в горах, на поляне Рютли, — там, где сходятся границы кантонов.
Местный барон фон Аттингаузен просит племянника не поступать на службу к австрийцам. У племянника любимая невеста — богатая австрийская наследница Берта фон Брунек.
Живущий в удалении от событий Вильгельм Телль навещает тестя Фюрста. На городской площади, по приказу наместника Геслера установлен шест со шляпой, которой все проходящие обязаны кланяться, как самому Геслеру. Стража задерживает альпийского стрелка с сыном, но за них вступаются местные жители. Однако появляется наместник и устраивает «развлечение», потребовав от Телля сбить с головы сына яблоко. Сын сам кладёт яблоко на голову. Телль достаёт две стрелы и одной сбивает злополучное яблоко. Вторая стрела была заготовлена для наместника. За чистосердечный ответ, для чего была нужна вторая стрела, Телля арестовывают. При переправе через неспокойное озеро, ему удаётся убежать от стражников.
Умирающего барона фон Аттингаузена посвящают в тайну клятвы на поляне Рютли. Его племянник фон Руденц клянётся в верности своему народу и просит помощи найти похищенную невесту.
Телль убивает австрийского наместника стрелой, пущенной в сердце. Восставшие вооружаются и берут с боем крепости и замки. Фон Руденц спасает из огня невесту Берту. Победивший народ делает из шляпы на шесте символ свободы.
Пришла весть об убийстве императора, идут поиски убийц. Странствующий монах, которого впустил в свой дом Телль, это и есть организатор убийства — родной племянник императора, швабский герцог. Телль гонит его из своего дома, указывая путь через Альпы в Италию, к римскому папе для покаяния. По случаю всеобщего праздника свободы, счастливый жених фон Руденц даёт «вольную» крепостным.

## Русские переводы
- Перевод Александра Ротчева (1829)
- Перевод Фёдора Миллера (М., 1843; СПб., 1858)
- Перевод Гомберга (1893)[2]
- Перевод Николая Славятинского (1946[3]).